# Боровик, Сергей Кононович
Сергей Кононович Боровик (24.09.1919, Полтавская область — 18.01.1993) — стрелок 180-го гвардейского стрелкового полка, гвардии сержант — на момент представления к награждению орденом Славы 1-й степени.

## Биография
Родился 24 сентября 1919 года в селе Степановка Чутовского района Полтавской области. Украинец. Образование среднее.
В Красной Армии с 1939 года. В боях Великой Отечественной войны в июле-августе 1941 года и с апреля 1944 года. 15 августа 1941 года был контужен и попал в плен. Находился в лагере для военнопленных. В сентябре 1943 года был отправлен немцами в город Николаев для работ на судоремонтном заводе, затем переправлен в город Одесса. В апреле 1944 года из плена бежал. После освобождения Одессы вновь призван в Красную Армию и направлен в 180-й гвардейский стрелковый полк 60-й гвардейской стрелковой дивизии. В составе 5-й ударной армии 3-го Украинского фронта участвовал в Ясско-Кишинёвской операции.
Стрелок гвардии красноармеец Боровик отличился в боях за город Кишинёв 20—24 августа 1944 года. На подступах к городу он одним из первых ворвался в траншею противника, в рукопашной схватке истребил двоих противников. На окраине города подавил вражеский пулемёт, преследуя отступающего противника, уничтожил ещё пятерых солдат врага. Одним из первых ворвался в Кишинёв.
Приказом командира 3-й гвардейской стрелковой дивизии от 30 августа 1944 года за мужество, проявленное в боях с врагом, гвардии красноармеец Боровик награждён орденом Славы 3-й степени.
В октябре 1944 года 5-я ударная армия была включена в состав 1-го Белорусского фронта и участвовала в боях на магнушевском плацдарме, а в январе 1945 года — прорыве обороны противника в ходе Висло-Одерской операции. В этих боях вновь отличился гвардии сержант Боровик.
14 января 1945 года в районе населённого пункта Дуцка Воля при штурме дзота он первым достиг расположения врага, уничтожил гранатомётную точку, из личного оружия поразил шестерых фашистов и с бойцами захватил в плен 24 немецких солдата.
Приказом по 5-й ударной армии от 25 января 1945 года гвардии сержант Боровик награждён орденом Славы 2-й степени.
В дальнейшем, пройдя с боями по территории Польши, С. К. Боровик участвовал в форсировании Одера. Вновь отличился при прорыве обороны противника во время Берлинской операции.
15 апреля 1945 года гвардии сержант Боровик в бою на левом берегу реки Одер западнее города Кюстрин под огнём пробрался к вражескому дзоту, забросал его гранатами, уничтожил два пулемётных расчёта. Был ранен, но остался в строю.
Указом Президиума Верховного Совета СССР от 15 мая 1946 года за мужество, отвагу и героизм, проявленные в борьбе с захватчиками, гвардии сержант Боровик Сергей Кононович награждён орденом Славы 1-й степени.
В 1946 году демобилизован. Вернулся на родину. Член ВКП/КПСС с 1948 года. Работал председателем Степановского сельсовета, парторгом Скороходовского хлебоприёмного пункта. Затем переехал в город Глобино Полтавской области. В 1966 году окончил 10 классов Глобинской вечерней школы рабочей молодежи. Трудился начальником охраны Глобинского элеватора.
Награждён орденами Отечественной войны 1-й степени, Славы 1-й, 2-й и 3-й степени, медалями.
Умер 18 января 1993 года.